# شعيرة جذرية

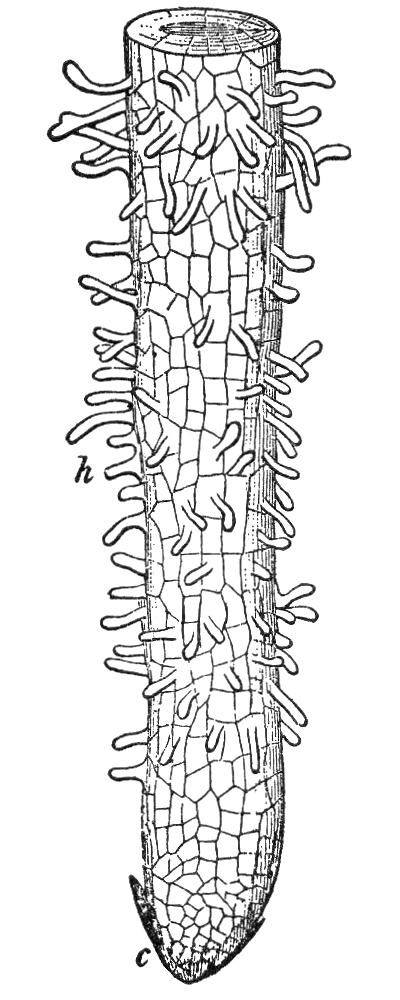
رسم يعرض الشعيرات الجذرية.

الشعيرة الجذرية (بالإنجليزية: Root hair)‏، هي امتداد لخلية واحدة من خلايا الطيقة الوبرية (البشرة).

## المكان
توجد الشعيرة الجذرية في الجذر.

## الوظيفة
امتصاص الماء والأملاح المعدنية، حيث أن الجذر هو المسئول عن امتصاص الماء والأملاح المعدنية في النبات وتحديداً الشعيرة الجذرية.

## التركيب
تتكون الشعيرة الجذرية من نواة وسيتوبلازم وفجوة عصارية كبيرة وجدار خلوي وغشاء بلازمي وهو نفس تركيب أي خلية في النبات فالشعيرة الجذرية هي امتداد خلوي لخلية واحدة من خلايا البشرة.

## الطول
طول الشعيرة الجذرية حوالي 4 ميليمتر.

## العمر
عمر الشعيرة الجذرية لا يتجاوز بضعة أيام أو أسابيع وذلك لأنها تتمزق من حين لأخر بإستمرار نتيجة احتكاكها بحيبات التربة ولكنها تعوض بإستمرار من منطقة الإستطالة بالجذر وهي منطقة في الجذر تتميز بقدرتها علي الإنقسام الميتوزي.

## الملائمة الوظيفية
تلائم الشعيرة الجذرية وظيفتها حيث أن الملائمة الوظيفية للشعيرة الجذرية تتمثل في أنها:
- كثيرة العدد وتمتد خارج الجذر (لتزيد من مساحة سطع امتصاص الماء والأملاح).
- جذورها رقيقة (حتي تسمح بنفاذ الماء والأملاح خلالها).
- تفرز مادة غروية لزجة محبة للماء، أي تمتص الماء (لتساعدها على التغلغل والانزلاق بين حبيبات التربة والالتصاق بها مما يعمل علي تثبيت النبات بالتربة جيداً).
- تركيز المحلول داخل فجوتها العصارية أكبر من تركيز محلول التربة دائماً.

وهذا بسبب وجود مادة الجلوكوز الناتجة من عملية البناء الضوئي فيها فالفجوة العصارية هي مكان تخرين الماء والأملاح والفضلات داخل خلية النبات والمحلول هو عبارة عن مذيب ومذاب وكلمة تركيز المحلول أو تركيز العصارة (الناضجة) أو العصير الخلوي تعود علي المادة المذابة في المحلول والمحلول في الفجوة العصارية هو الماء الذي تمتصه الشعيرة الجذرية بالخاصية الإسموزية والماء هو عنصر عذائي أساسي في النبات ومن دونه النبات يموت وهناك مغذيات كبري ومغذيات صغري في النبات ومن دونها يختل النمو الخضري للنبات ولا تتكون الأزهار أو الثمار والمحلول في الفجوة العصارية عبارة عن ماء وسكر وهو سكر الجلوكوز وهو من السكريات الأحادية التي تكون من ضمن الكربوهيدات حيث أن الكربوهيدرات عبارة عن سكر ونشا؛ والكربوهيدرات أما أن تكون سكريات بسيطة وتشمل السكريات الأحادية والسكريات الثنائية أو سكريات معقدة أو عديدة، والسكر الثنائي يتكون من اتحاد سكرين أحاديين مع بعضهم البعض والسكريات المعقدة تتكون من سكريات أحادية متحدة مع بعضها البعض، أما المحلول في التربة فهو عبارة عن ماء وملح حيث أن الملح يكون مذاب في الماء في صورة أملاح معدنية حيث أن الماء (المذيب) والملح (المذاب) وهو مذاب في الماء يكونوا معاً محلول وهو محلول ملحي أي أن داخل الفجوة العصارية يوجد محلول سكري يتكون من ماء وسكر الجلوكوز المذاب في الماء وفي التربة يوجد محلول ملحي يتكون من ماء وملح مذاب في الماء ،أي أن تركيز المحلول داخل الفجوة العصارية للشعيرة الجذرية (تركيز المذاب في محلول الفجوة العصارية وهو ماء (مذيب) وسكر (مذاب)) أكبر دائماً من تركيز محلول التربة وهو ماء (مذيب) وملح (مذاب) (مما يساعد علي انتقال الماء من التربة إليها.